# Elsholtzia pilosa
Elsholtzia pilosa là một loài thực vật có hoa trong họ Hoa môi. Loài này được (Benth.) Benth. mô tả khoa học đầu tiên năm 1833.